# Stefan Chowaniec
Stefan Chowaniec [chovaněc] (* 21. dubna 1953 Nowy Targ) je bývalý polský hokejový útočník.  Jeho bratrem je bývalý polský hokejový reprezentant Andrzej Chowaniec.

## Hráčská kariéra

### Klubová kariéra
V polské lize hrál za tým Podhale Nowy Targ (1969–1982). Dále hrál v Německu za Augsburger EV a EV Landsberg. V polské lize nastoupil ve 450 utkáních a dal 292 gólů. Je devítinásobným vítězem polské ligy.

### Reprezentační kariéra
Polsko reprezentoval na olympijských hrách v roce 1972, 1976 a 1980 a na 11 turnajích mistrovství světa v letech mistrovství světa v letech 1971, 1972, 1973, 1974, 1975, 1976, 1977, 1978, 1979, 1981 a 1982. Celkem za polskou reprezentaci nastoupil ve 172 utkáních a dal 50 gólů.